# 金壇区
金壇区（きんだん-く）は中華人民共和国江蘇省常州市に位置する市轄区。

## 歴史
秦代は曲阿県に属し、隋代に金山県に改称された。唐代に金壇県が設置され、明清代では鎮江府に属した。1993年、県から県級市となった。2015年4月28日に市轄区に改編。

## 行政区画
- 街道：西城街道、東城街道、堯塘街道
- 鎮：金城鎮、儒林鎮、直渓鎮、朱林鎮、薛埠鎮、指前鎮

金壇区人民政府

## 出身者
- 段玉裁 - 考証学者
- 華羅庚 - 数学者